# クラウン製靴
クラウン製靴株式会社（クラウンせいか、Crown Shoe Co.,Ltd.）は、愛知県名古屋市中区に本社を置いていた高級革靴メーカー。マドラスの100%子会社。

## 概要
1958年に創業。旧社は、2006年5月期には約39億円の売上があった。しかし、東日本大震災によって仙台市内の店舗が被災した他、デリバティブの解約損により2011年5月期は7500万円以上の特別損失を計上するなど財務状況が悪化。
これに追い打ちをかけるかのように、皮革材料の調達先でありかつ株主であった櫛原が、2013年2月8日に破産手続開始決定を受けたことから、材料供給が停止したと同時に、旧社の信用が低下。手形決済資金の調達のために金融機関から資金を借り入れる予定であったが、融資実行当日になって金融機関は融資を断った。このため旧社は、同年2月22日に東京地方裁判所へ民事再生法適用を申請した。負債総額は36億7000万円。
民事再生スポンサーには、マドラスが選定された。マドラスは旧社の事業を譲受する新会社として、2013年7月31日にクラウン製靴株式会社（新社）を設立。新社は、同年8月29日付で、旧社から事業を譲受した。新社の登記上の本店はマドラスと同じ名古屋市瑞穂区に置かれる他、新社の本社は当初はマドラス東京支店内に置かれていたが、後に名古屋市中区に移転している。新社の社長はマドラス社長が兼務する。東京都調布市にあった旧社の本社は、新社の調布事業所として存続する。
2021年8月1日付で、親会社のマドラスへ吸収合併され、新社は解散した。「KATHARINE HAMNETT LONDON」「LANVIN COLLECTION」「LANVIN en Bleu」「CASTELBAJAC」の各ブランドはマドラスのブランドとして継続する。

## 事業所
- 本社 - 愛知県名古屋市中区栄二丁目15-6（マドラス本社と同一）
- 調布事業所 - 東京都調布市菊野台1-36-8（旧社の本社）

## 主要ブランド
- KATHARINE HAMNETT LONDON
- LANVIN COLLECTION
- CASTELBAJAC

## 店舗
詳細はショップリストを参照。